# Tungipara (underdistrikt)
Tungipara är ett underdistrikt i Bangladesh. Det ligger i den centrala delen av landet, 100 km sydväst om huvudstaden Dhaka.
Trakten runt Tungipara består till största delen av jordbruksmark. Runt Tungipara är det tätbefolkat, med 683 invånare per kvadratkilometer.